# دنیل لبرون
دنیل لبرون (به فرانسوی: Danièle Lebrun) (زاده ۲۴ ژوئیهٔ ۱۹۳۷) بازیگر فرانسوی است.
از فیلم‌های معروف او می‌توان به فیلم‌های شکار و گردآوری و شارل کبیر اشاره کرد.